# Базиліка Юлія

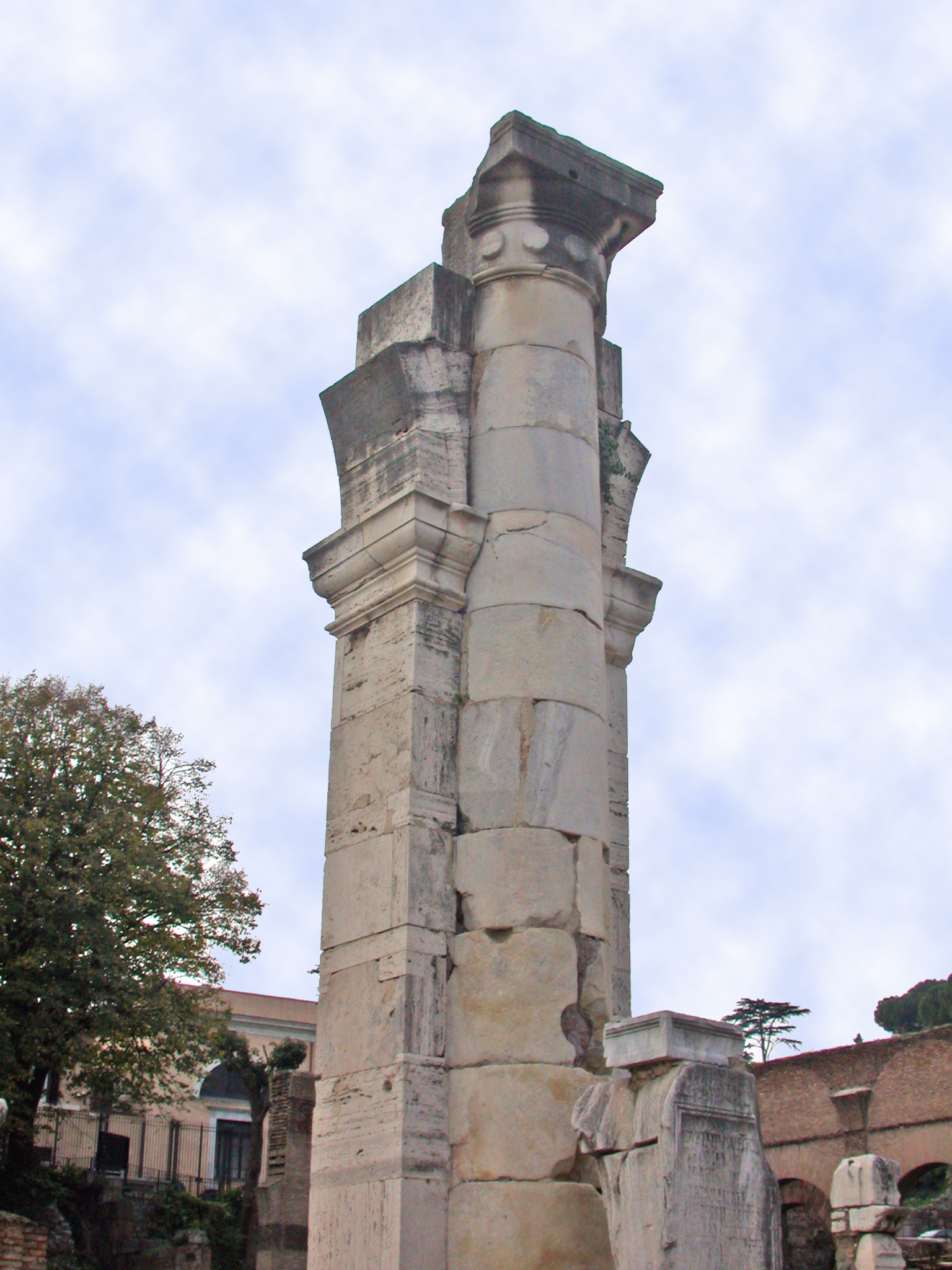
Рештки Базиліки Юлія на Римському форумі

Базиліка Юлія (лат. Basilica Iulia) — базиліка на Римському форумі, місце зборів римського сенату, тут також проходили судові процеси.

## Історія
Мала розмір 101 на 49 метрів. Побудована Гаєм Юлієм Цезарем в 54–44 до н. е. на місці базиліки Семпронія. Будівництво завершено за Августа, вже через кілька років будівля повністю згоріла і була заново відбудована в 12 році н. е. Августом.
Під час пожежі в 283 році сильно постраждала та була відреставрована за Діоклетіана.